# Chadwick Square Diner
Das Chadwick Square Diner (auch Ralph’s Chadwick Square Diner bzw. Ralph’s Rock Diner) ist ein 1930 gebauter Diner in Worcester im Bundesstaat Massachusetts der Vereinigten Staaten. Es zählt zu den sogenannten „Rail-Car-Dinern“, da es in einen Eisenbahnwagen integriert ist, und wurde am 26. November 2003 im Rahmen der Multiple Property Submission Diners of Massachusetts MPS in das National Register of Historic Places (NRHP) eingetragen.

## Beschreibung
Das Chadwick Square Diner wurde 1930 mit der Baunummer #660 von der Worcester Lunch Car Company gebaut. Es ist mit der Rückseite des Gebäudes Washburn and Moen Building #7 innerhalb des Washburn and Moen North Works District verbunden, der sich nördlich des Geschäftszentrums von Worcester befindet und heute gemischt genutzt wird. Das Diner wurde 1979 in etwa zur Zeit der Eintragung des Historic Districts in das NRHP an dieser Position aufgestellt, jedoch nicht als Teil des Distrikts aufgenommen.
Das Diner dient heute als Erweiterung des zweistöckigen Gebäudes; die Räumlichkeiten werden heute als eine Kombination von Diner und Nachtclub betrieben. Das Diner ist rund 12 m lang und 4,3 m breit. Es besteht aus einer Holzrahmenkonstruktion, die außen mit Email verkleidet ist und ein Monitor-Dach aufweist, in das eine lange Reihe von Obergaden-Fenstern eingebaut ist, die heute noch von innen und außen erkennbar sind. Unterhalb des Dachüberhangs an den beiden schmalen Seiten befinden sich die Eingänge, die im Zuge der Integration in das Gebäude baulich verändert wurden, sodass der nördliche heute als Notausgang dient, während der südliche den Haupteingang des Nachtclubs darstellt.
Im Inneren ist das Diner sehr gut erhalten und weist eine Marmortheke mit 15 Barhockern auf, die sich über die gesamte Länge des Wagens erstreckt. An der Frontseite stehen sechs Holztische mit Marmorplatte, die jeweils vier Sitzplätze auf Holzstühlen bieten. An der Theke sowie unterhalb der Fenster sind noch die originalen Kacheln in blassgelber Farbe zu sehen. Auch die Messing-Fußstange an der Theke, die Hutablagen oberhalb der Fenster sowie die Keramikfliesen am Boden in Creme-, Braun- und Grautönen sind im Original erhalten.

## Historische Bedeutung
Das Chadwick Square Diner ist ein gut erhaltenes Beispiel für den in Massachusetts vergleichsweise seltenen Typ des sogenannten „Rail-Car-Diners“, der in seinem Design von Straßenbahn- bzw. Eisenbahnwagen inspiriert und in den späten 1920er bzw. frühen 1930er Jahren produziert wurde. Die Worcester Lunch Car Company war vor dem Zweiten Weltkrieg der größte Diner-Hersteller in Massachusetts. Als eines der ältesten noch in Betrieb befindlichen Diner des Bundesstaats ist es ein wichtiges Dokument der kommerziellen Entwicklung der Stadt Worcester.
Das erste Chadwick Square Diner wurde 1928 gebaut und befand sich unweit des heutigen Standorts. Robert E. Gilhooly betrieb dieses und das 1930 gebaute Nachfolgemodell, das bis heute existiert, mehr als 27 Jahre lang bis zu seinem Tod im Jahr 1955. Sein Nachfolger wurde Ralph Dryden, der zuvor das Valley Diner in Worcester betrieben hatte. Er ließ es an einen neuen Standort versetzen, wo es 1974 von John Baeder gemalt wurde. 1979 brachte der neue Eigentümer Ralph Moberly das Diner an seine heutige Position und ließ es in die Rückseite des Hauses integrieren, das er seitdem als eine Mischung aus Diner und Nachtclub betreibt.